# Шубків
Шу́бків — село в Україні, в Рівненському районі Рівненської області. Населення становить 1635 осіб.

## Структура
Село Шубків — колишній центр Шубківської сільської ради . До складу сільської ради входили також села: Гориньград Другий, Гориньград Перший, Дуби, Котів і Рисв'янка.
З 2020 року село Шубків разом з іншими селами Шубківської сільської ради входить до складу Білокриницької сільської громади.

## Природно-географічне розташування
Мальовниче село Шубків, що на Рівненщині, знаходиться на 50°41′55′′ північної широти та 21°31′21′′ східної довготи; середня висота над рівнем моря – 176 м; площа населеного пункту – 1,34 км.
Село розташоване в перехідній зоні між лісостеповою та поліською зонами, оскільки умовний кордон між ними пролягає по дорозі Рівне – Тучин: південно-західна частина села належить до лісостепової зони, а північно-східна – до поліської. У лісостеповій зоні переважають чорноземи опідзолені, суглинкові, легкосуглинкові, супіщані та сірі, темносірі супіщані; в поліській – дерново-підзолисті, супіщані та піщані ґрунти.
Окрасою Шубкова є річка Горинь, яка огинає населений пункт, утворюючи ніби півострів. Оскільки впродовж віків вона змінювала своє русло, зараз навколо села розкинулись луки, які поросли заростями чагарників, очерету і осоки. Весняні повені майже не відбуваються,  русла міліють та заростають водоростями. Фауна знищується браконьєрами.

## Історія

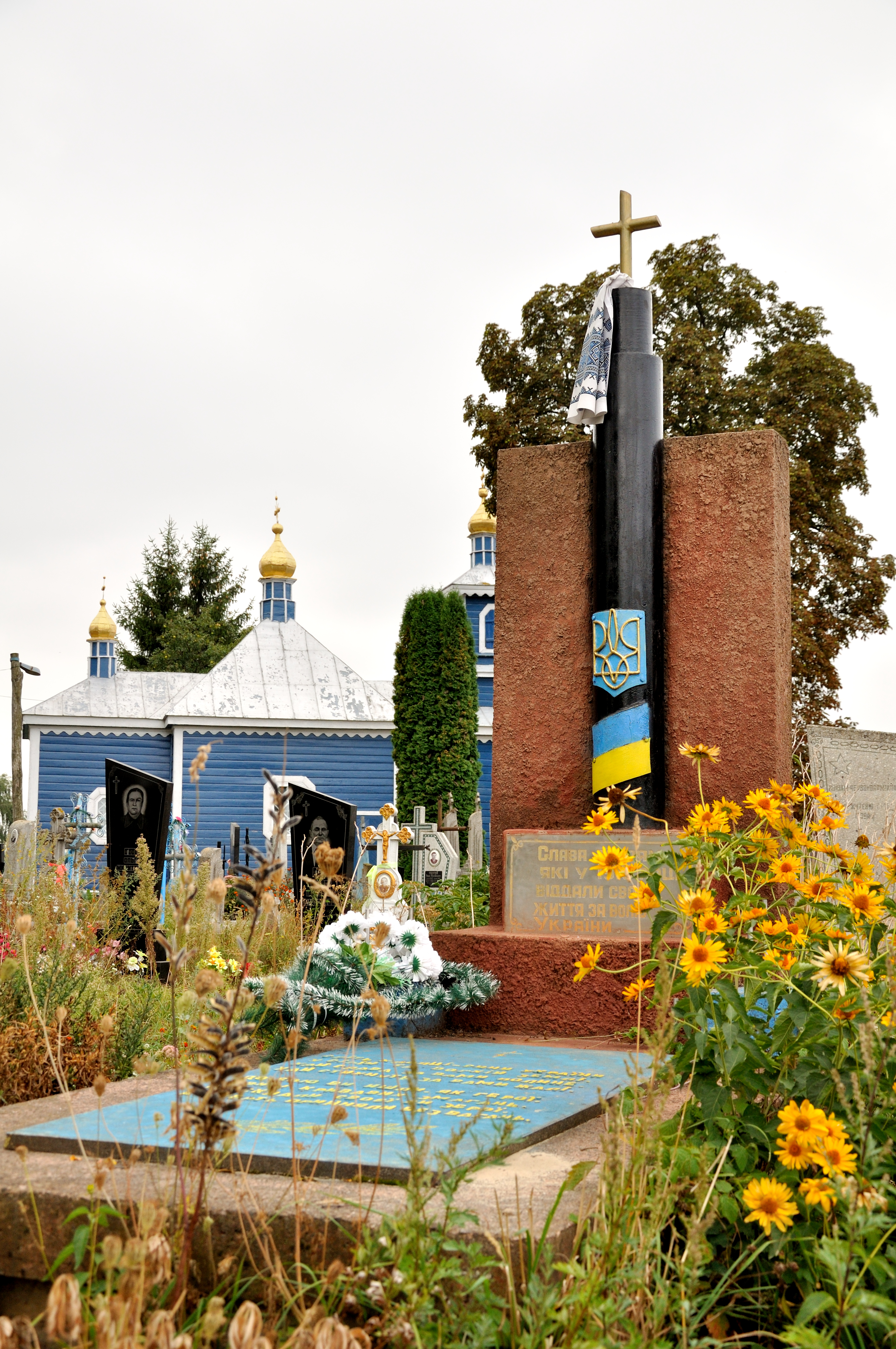
Братська могила бійців армії УНР, с. Шубків, північна частина громадського кладовища.jpg

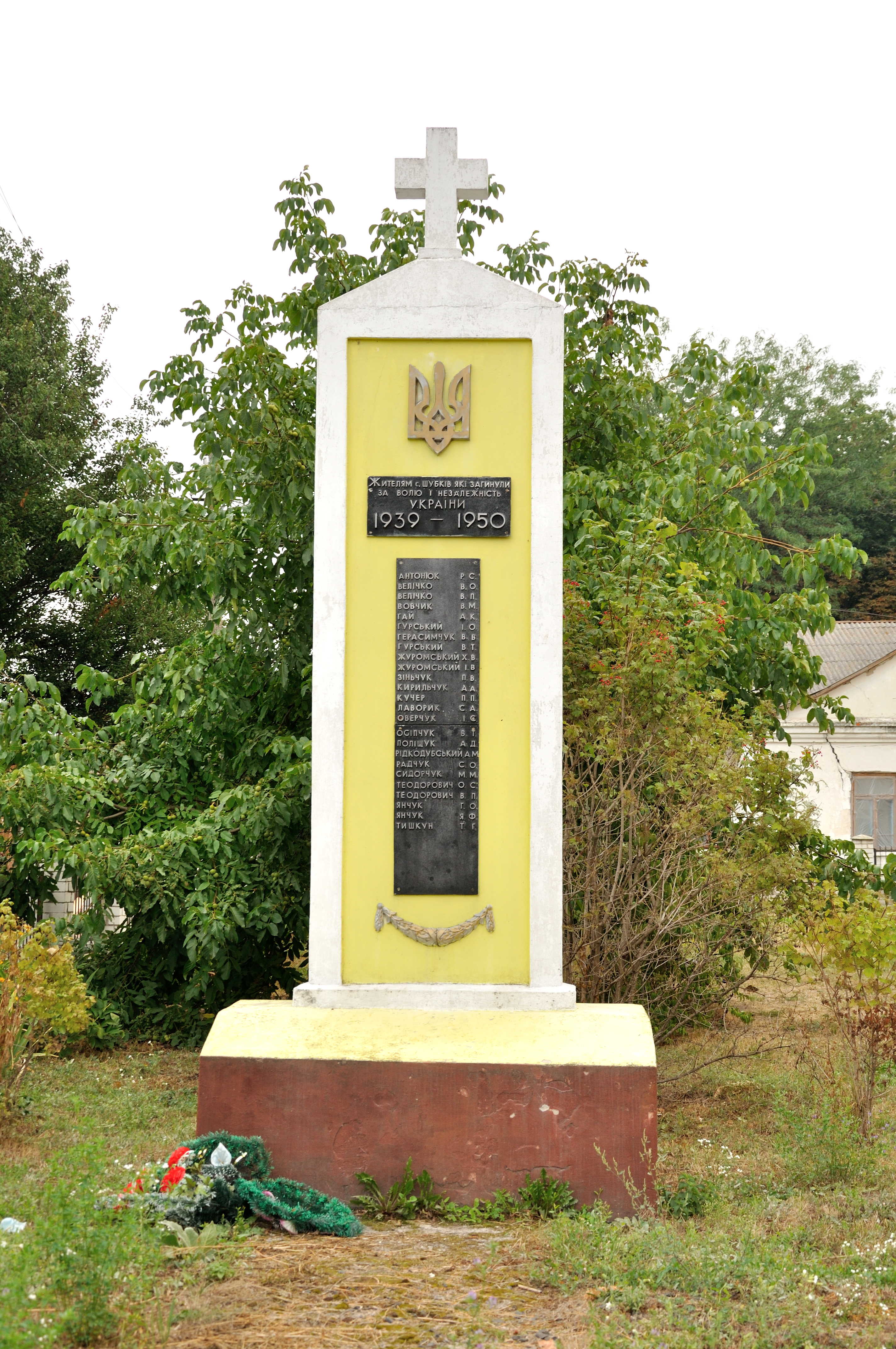
Пам'ятний знак односельчанам воїнам ОУН-УПА, с. Шубків, біля приміщення будинку культури.jpg

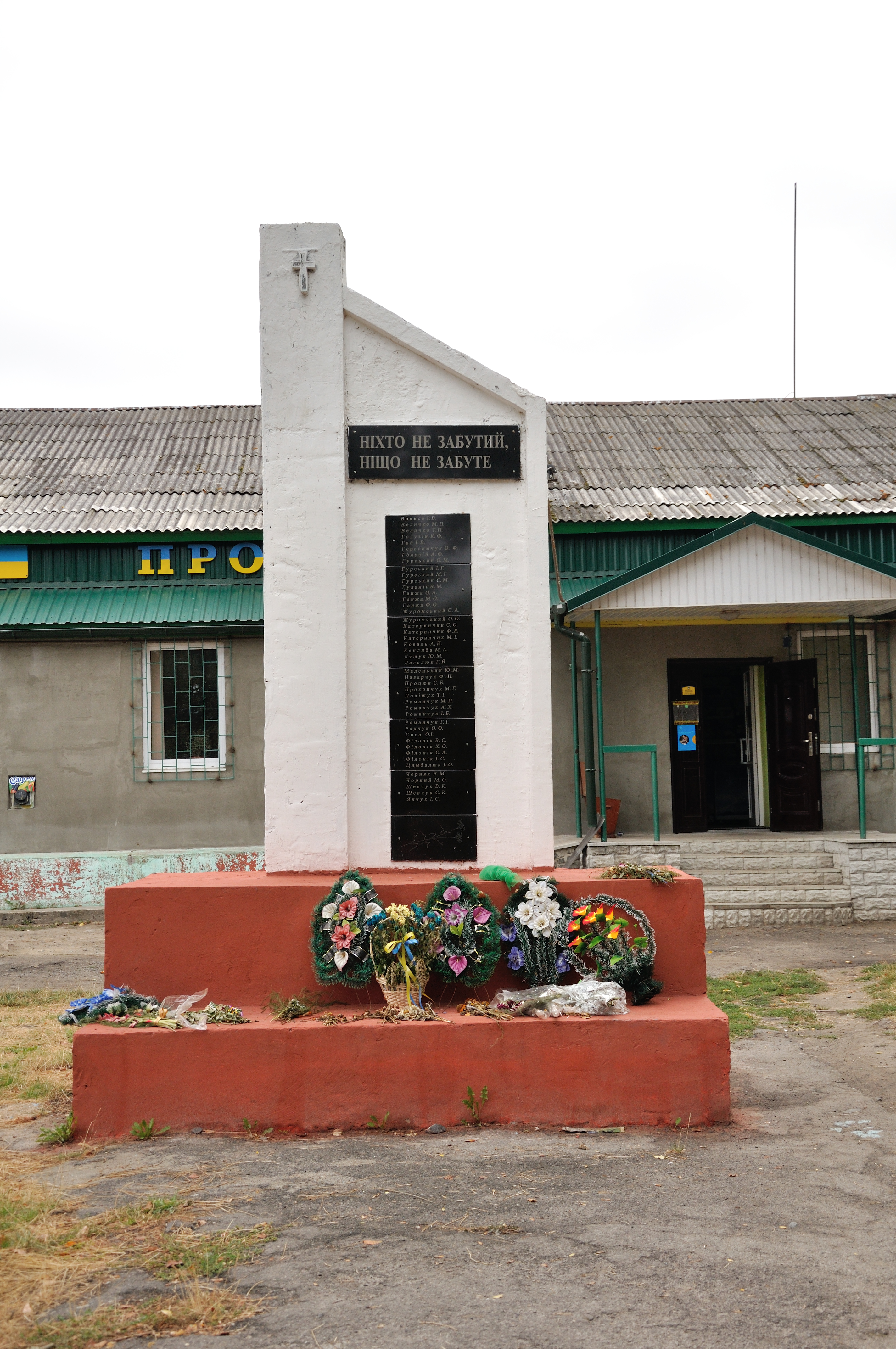
Пам'ятник воїнам- односельчанам, с. Шубків,.jpg

Найдавніша з відомих писемних згадок про село Шубків датується 21 липня 1445 року. Село "Шупков" згадується в грамоті великого князя литовського Свидригайла Ольгердовича, якою він надав село "Сенне" (суч. село Садове побл. Тучина) у Луцькому повіті поблизу Гощі, для волинського боярина Петрашка Ланевича-Мильського.
Село Шубків також згадується в ревізії Луцького замку за 1545 рік. Наприкінці XVI — початку XVII ст. воно належало роду Чапличів. За даними подимного тарифу 1629 року їм належало 24 поселення (з них у межах сучасного Рівненського району: Понебель, Карпилівка, Шпанів, Плоска, Метків, Олексин,   Зозів, Шпаків, Милостів, Шубків і Підлісці).
На початку XVIII ст. село Шубків вже належало сімейству воєводи київського Юзефа Потоцького, який з 1738 р. став головою родини Потоцьких. Його син Франтішек-Салезій Потоцький, один з наймогутніших можновладців свого часу, продав кілька сіл, в тому числі і Шубків, коронному підстолію Станіславу Любомирському. А у 1755 році сини Станіслава Любомирського продали Шубків, Старий і Новий Тучин та 9 фільварків серадзькому воєводі Міхалу Валевському.
В роки Північної війни 1700—1721 рр. Рівненщина стала театром воєнних дій між шведськими та російськими військами. В 1706 році шведські війська захопили Рівне, Дубно, Тучин, Шубків і інші села. Але місцеве українське населення не змирилося з шведською окупацією і виступило проти військових сил Карла ХІІ, тим самим підтримуючи російських окупантів.
Також з архівних джерел відомо, що з 1929 року в селі Шубків активно діяв осередок Української військової організації (УВО) — нелегальної військової революційно-політичної формації, яка боролося за незалежність України в умовах польської окупації.
На початку 30-х років минулого століття органи місцевого самоврядування, воєводський уряд та інші організації розпочали акцію піднесення волинського рільництва, яка полягала в поширенні серед селян позашкільної освіти і відкритті сільськогосподарських шкіл. У 1931 р. сільське населення в середньому становило 87,9 % мешканців Волинського воєводства, а в окремих повітах кількість сільських жителів була ще вищою (94-95 %). На розвиток господарського життя регіону негативно впливав брак кваліфікованих працівників. На селі домінували застарілі методи обробітку землі. Низький рівень агрокультури не дозволяв селянам повністю використати багатство родючих українських земель.
Щоб якось змінити цей стан, польська влада відкрила ряд сільськогосподарських шкіл, в тому числі і у с. Шубків Рівненського повіту було відкрито державну рільничо-хмелярську школу. Навчання тут тривало 18 місяців. Крім фахових предметів, вивчали релігію, історію та географію Польщі, літературу, польську мову та інші предмети. Навчання усіх предметів проводилося польською мовою.

## Населення

### Мова
Розподіл населення за рідною мовою за даними перепису 2001 року:
| Мова            | Кількість | Відсоток |
| --------------- | --------- | -------- |
| українська      | 1712      | 97.00%   |
| російська       | 44        | 2.49%    |
| білоруська      | 2         | 0.11%    |
| вірменська      | 1         | 0.06%    |
| угорська        | 1         | 0.06%    |
| інші/не вказали | 5         | 0.28%    |
| Усього          | 1765      | 100%     |

## Відомі люди:

### Уродженці
- Янчук Надія Володимирівна — українська письменниця і педагог.
- Остапчук Микола Васильович – кандидат педагогічних наук, доцент кафедри педагогіки, освітнього менеджменту та соціальної роботи РДГУ, дійсний член Української академії акмеологічних наук.[7]

### Ветерани Другої Світової Війни
Серьогін Сергій Петрович , 1921 р.н.
Уродженець м. Тула. Закінчив Тульське військове училище, був направлений у Кам'янець-Подільський, де й розпочав свій бойовий шлях у червні 1941 року. Зі своєю частиною обійшов всю Україну і дійшов до Німеччини, де й зустрів перемогу. Військове звання гвардії старший лейтенант, командир відділення 135-го мотострілецького батальйону.
Бойові нагороди: медалі: «За Перемогу над Німеччиною у Великій Вітчизняній війні 1941—1945рр» (6 липня 1946, Х № 0108227*), медаль Жукова (Указ від 18 березня 1988 року); медаль «Захиснику Вітчизни» (Указ Президента України від 14 жовтня 1999 року). Орденом Вітчизняної війни ІІ степени, Ж № 394319, № ордена 2033019. 11 березня 1985 р.; орденом «За мужність» (Указ Президента від 14 жовтня 1999 року, Серія АС 021967)
З 1949 року проживав в селі Бабин Гощанського району, а з 1995 року у с. Шубків Рівненського р-ну.
Помер у червні 2011 року.
Романчук Семен Карпович — народився 1 листопада 1907 року в селі Шубків Рівненського району. В 1941 році був призваний на фронт. Служив у 44-му запасному стрілецькому полку. Воював на першому Білоруському і першому Українському фронтах. Нагороджений медалями: "За Победу над Германией в Великой Отечественной войне 1941—1945гг. ", «За взяття Кенігсберга».
Помер в 1992 році.
Романчук Михайло Сергійович — Народився 10 вересня 1926 року в селі Шубків Рівненського району. Воював у складі 377 стрілецько-піхотної дивізії, Третій Прибалтійський фронт.
Нагороди: орден «Червоної зірки», медаль «За відвагу» (Латвія, визволення м. Рига), медаль «За відвагу» (Сандомирський плацдарм, напрям на Варшаву).
За взяття річки Одер, медаль «За визволення Варшави», медаль «За взяття Берліна».
Янчук Опанас Семенович — народився 6 липня 1915 року в селі Шубків Рівненського району.
Воював на першому Білоруському фронті. Брав участь у визволенні міст Люблін, Познань. Нагороджений медаллю «За Победу над Германией в Великой Отечественной войне 1941—1945гг.» Помер 8 травня 1997 року.

### Загинули за Україну
Тарасюк Олександр Олексійович (29.03.1995-24.02.2022)
Народився 29 березня 1995 року в м. Бердичів Житомирської області. У зв’язку з переводом батька Олександра до іншого місця служби у 2000 році, разом з батьками переїхав до Рівненської області.
У вересні 2001 року пішов до першого класу Шубківської загальноосвітньої школи І-ІІІ ступенів. У 2010 році закінчив Шубківську загальноосвітню школу І-ІІІ ступенів. У вересні 2010 року вступив до професійно-технічного училища № 4 м. Бердичів Житомирської області. У 2013 році закінчив професійно-технічне училище № 4 і здобув професію електрослюсар (слюсар). У 2014 році вступив до Житомирського військового інституту імені С. П. Корольова, який закінчив у 2019 році за професійною кваліфікацією інженер в галузі електроніки та телекомунікацій, офіцер військового управління тактичного рівня.
Сімейний стан: в 2018 році одружився.
Служба: з 2019 року проходив службу у військовій частині А1420 м. Очаків Миколаївської області. За час проходження військової служби здобув кваліфікацію «Водолаз» та «Офіцер водолаз». Був старшим командиром загону спецпризначенців.
Загинув 24 лютого 2022 року під час безпосередньої участі в стримуванні військової агресії російської федерації проти України, виконуючи бойове завдання щодо захисту незалежності України в місті Очаків Миколаївської області.
Похований 23 березня 2022 року в с. Шубків
Левченко Геннадій Михайлович (27.04.1998 -14.03.2022)        
Народився 27 квітня 1998 року в с. Шубків Рівненського району.
Навчався в Шубківській ЗОШ І-ІІІ ст. 2004-2015 р. Закінчив Рівненське вище професійне училище Департаменту поліції охорони (інкасатор) 2016 р..
Сімейний стан: неодружений. Залишилися батьки і сестра.
Служба: проходив строкову військову службу у Національній гвардії України м. Вінниці. Працював у Державній кримінально-виконавчій службі, пізніше став молодшим сержантом внутрішньої служби, був молодшим інспектором відділу охорони. 3 березня 2022 року призвався по мобілізації. Солдат, стрілець-радіотелефоніст 3-го відділення 1-го стрілецького взводу роти охорони та оборони об'єктів № 9,10, 15-го окремого батальйону Національної гвардії України.
Загинув 14 березня 2022 року через авіаційний ракетний удар по будівлі телевежі в с. Антопіль.
Похований 16 березня 2022 року в с. Шубків. 
За особисту мужність і самовіддані дії, виявлені у захисті державного суверенітету та територіальної цілісності України, вірність військовій присязі нагороджений орденом, «За мужність,» ІІІ ступеня (посмертно).
Ковалець Микола Миколайович (22.12.1997 - 22.03.2022)
Народився 22 грудня 1997 року в с. Шубків Рівненського району.
У вересні 2004 року пішов до першого класу Шубківської загальноосвітньої школи І-ІІІ ступенів. У 2015 році закінчив Шубківську загальноосвітню школу І-ІІІ ступенів. У вересні 2015 року вступив до Львівської Академії сухопутних військ. В 2019 році закінчив Львівську Академію сухопутних військ та отримав звання лейтенанта.
Сімейний стан: неодружений. Залишились батьки та брат.
Служба: з 18.07.2019 року служив в 54 бригаді м. Бахмут, старший лейтенант, учасник бойових дій.
Загинув 22 березня 2022 року в с. Мар'їнка, Донецької області.
Похований 1 квітня 2022 року в с. Шубків.
Нагороджений орденом «За мужність» III ступеня (посмертно).

## Освіта
Шубківській дошкільний навчальний заклад.
- загальноосвітня Шк                                                                                                    Нала І-ІІІ ст.[недоступне посилання з травня 2019]

### З історії розвитку освіти в селі Шубків

#### Період Російської імперії (1796—1920 роки)
Село Шубків в 1870 р. перейшло у володіння російської поміщиці, вдови Євгенії Сергіївни Шеншиної, із роду Арсеньєвих. Першим її бажанням було прийти на допомогу шубківським селянам. Вона почала клопотати про відкриття народного училища. І воно виникло дуже швидко: в 1871 р. Шеншина забезпечила училище необхідним приладдям і книгами. Вона постійно відвідувала класи. Збирала якнайбільше селянських хлопчиків і дівчаток і сама викладала початки освіти, старалася призначити хорошого вчителя для навчання дітей. Ним став студент Волинської духовної семінарії Стахій Цибановський.
Крім місцевих дітей, як православних так і католиків, в це училище приймались діти чехів, які проживали у сусідньому містечку Гориньград. Один випускник з училища, сам з чехів, був направлений в Коростинянську учительську семінарію. Сам став вчителем.
Учні вивчали релігію і хоровий спів. Був гарний хор. Більшість випускників продовжували співати у церковному хорі. Шеншиній сподобалось місце розташування самого села, селяни своєю ніжністю і добротою, але вона мала не дуже добре здоров'я. Після її смерті, в лютому 1873 р., в Шубків приїхав її брат Дмитро Сергійович Арсеньєв, який продовжував справу сестри до 1900 року.
В 1900 році в училище прибув вчитель-чех Франс Гайда і став його директором.
Вчилися при гасових лампах.
Народне училище діяло до 1915 року, саме в цей час село перебуває в прифронтовій зоні.

#### Період 2-ї Речі Посполитої (1921—1939р.р.)
В 1923 р. в с. Шубків на кошти громади збудовано нову школу: довжина — 15 м, ширина — 8 м, висота — 2,8 м, покрита гонтом .
З розповіді Семещука Івана Павловича (1січня 1925 року): «Вся школа складалася з однієї кімнати, в якій навчались в дві зміни чотири класи. Спочатку навчання проводив один вчитель Пилип Лугвинський, пізніше — Гилик В. Ф. В першу зміну навчались учні 1-2 класів, а в другу 3-4 класів. Класна кімната була малою, тісною. Клас освічувався гасовими лампами. Коли батько привів мене в перший клас, то парти для мене не вистачило, тоді вчитель запропонував батькові зробити парту і принести її в школу, втіснивши якось в класній кімнаті».
В той час клас називали залом. Дисципліна була дуже суворою. Якщо учень провинився, його становили на коліна і ще насипали на підлогу насіння гречки. А якщо учень на уроках був неуважним, не слухав пояснень вчителя або порушував дисципліну, то його били метровою лінійкою. Шкільної форми не було. Ходили хто в чому. Спочатку писали на дерев'яних табличках грифелями. Пізніше з'явились олівці і чорнило, яке робили з хімічного олівця. Книжок не було.
В 1931 році в Шубківській школі був 1 клас, мова викладання — українська, кількість учнів — 114, вчителів — 4.
З 1923 по 1939 роки директором школи був Пшик Володимир Федорович
З 1924 році в селі почала працювати ще й школа, яка називалася «Рільнича хмелярська». В ній навчалося 80 учнів . Вчилися тільки хлопці — 2 роки. Школа мала свою землю — 80 гектарів. Навчання було платне. Вивчали такі предмети: хмелярство, рільництво, скотарство, бджільництво. Учні жили в школі на повному державному утриманні і приходили додому тільки в неділю. Велика увага приділялась практичним заняттям, рівень підготовки був досить високий, більшість випускників після закінчення ставали управителями великих панських маєтків, діяло багато гуртків.
Директором школи був Ліпінський Конрад — поляк.
Вона мала власну парову електростанцію, водопостачання та каналізацію. Крім директора працювало ще 4 вчителі, які жили в будинку поруч.
Друга така школа була в сусідньому селі Горинград. В ній навчалися тільки дівчата.
Ці школи перестали існувати в 1939 році.

#### Період УРСР (1939—1991р.р.)
В 1939 р. в приміщенні Рільничої школи була відкрита шестикласна. Школярів значно побільшало, і школа з початкової стала семирічною, першим директором якої був Іщук Лев Пилипович. Весь педколектив складався з 12 вчителів.
Учнів ставало все більше, вони не могли навчатись навіть у дві зміни, тому у 1940 році розпочато будівництво нової школи.
Але мрію учнів обірвала війна. Вчителі — чоловіки пішли на фронт. В червні 1941 року в село прийшли фашисти, і в приміщенні школи розмістилась поліція. Навчалися лише 1-2 класи. Вчителями стали місцеві жителі, які мали семирічну освіту: Світлицька О. П. її брат Теодорович К. П. та Назарчук В. П. Учні писали олівцями на клаптиках паперу та навчались в сільських хатах.
З 1941 р. по травень 1944 р. директором школи була Яценко Євдокія Василівна. Умови навчання були дуже поганими: писали діти на газетах і на різних кусочках паперу, лише олівцями або чорнилом з хімічного олівця. В 1944 р. (лютий), коли визволили Шубків, зразу була організована чотирьохрічна школа. Вчителі, які були в 1942—1943 роках, роз'їхалися. Директором школи став Теодорович Костянтин Порфирович. В цьому ж 1944 р. після канікул навесні прислали ще чотири вчителі. В селі була організована семирічна школа. Дітей в класі в середньому було 15-20 чоловік. Школа так і розміщалась в декількох місцях.
Тяжкими були післявоєнні роки, але вчитись обов'язково потрібно було. Із великими труднощами учні, вчителі, батьки продовжували будівництво нової школи, яке розпочалося ще в 1940 р. Матеріалів для будівництва не було.
Колишній вчитель фізкультури Пилипенко П. С. залишив спогади про те, як будувалась наша школа. Самі вчителі їздили по будівельні матеріали в Коростятин, теперішня Малинівка Гощанського р-ну, а також і в село Рисв'янка. Школу зводили всіми силами: батьки учнів відробляли по 7-10 днів на будівництві, працювали учні — старшокласники і вчителі.
7 листопада 1947 року в школу було проведено електрику. Спортивного залу не було, була лише спортивна кімната
Після війни за парти сіли не тільки учні, а й дорослі. Вони навчались у вечірній школі. В перші післявоєнні роки не було паперу, не було зошитів. Писали на газетах. У класах було 47-50 учнів. Навчались в три зміни. Опалювали школу за допомогою грубок. В школу стали приїжджати нові вчителі.
У 1950 році школу реорганізовано у восьмирічну.
У 1966 році розпочато і закінчено будівництво нової середньої школи, яку відкрито 1 вересня цього року.
В школі працювало 36 вчителів, учнів навчалося 650—700 учнів, серед них і діти з навколишніх сіл: Радиславки, Нової Українки, Котова, Козлина.
В 1968 р. був перший випуск 10 класу (36 учнів) Шубківської середньої школи. Першим срібним медалістом став Матвійчук Микола Іванович.
В 1972 р. добудовано спортивний зал.
Школа стала активним учасником різних спортивних змагань, районних та обласних конкурсів.
В 1976 р. обладнано перший лінгафонний кабінет.
1978—1980 р.р. спортивний клас школи дворазовий переможець Всеукраїнських змагань «Старти надій», що проходили в «Молодій гвардії» та учасник Всесоюзних змагань (6 місце), що проходили в «Артеці».
В школі діє духовий оркестр.
1984—1987 р.р. учні школи — призери республіканських олімпіад з біології, української мови, російської мови, хімії.
В 1988 р. добудоване нове приміщення для навчання учнів 1-4 класів.

## Соціально-культурна сфера
- Публічна шкільна бібліотека с. Шубків
- Шубківська дитяча музична школа імені Анатолія Пузирка.

## Медицина
Шубківська лікарська амбулаторія загальної практики сімейної медицини ім. В. М. Янчука.
Аптека.
Два стоматологічні кабінети.

## Економіка
Колись село Шубків було потужним науковим центром. Тут знаходиться Рівненський інститут агропромислового виробництва Національної академія аграрних наук України, основним напрямом наукової діяльності якого є інтенсифікація технологій виробництва сільськогосподарської продукції.
Інстититутом розроблено науково обґрунтовані системи ведення сільськогосподарського виробництва, в тому числі комплекс заходів з відновлення родючості агрохімічно деградованих ґрунтів. Також він забезпечує агроформування області елітним насінням основних сільськогосподарських культур. 
Створено три племінні заводи з удосконалення господарсько-цінних ознак української чорно-рябої молочної породи великої рогатої худоби, м'ясної худоби абердин-ангуської породи, племрепродуктор з розведення поліської м'ясної породи. В Інституті діє акредитована лабораторія агрохімії.
В рамках канадсько-української програми FARM (масштабного сільськогосподарського проекту, який фінансується Канадською агенцією міжнародного розвитку в Україні) на базі Інституту створено спільний канадсько-український полігон по вирощуванню насіння сільськогосподарських культур, які районуються в західному регіоні України. Це майже 40 сортів, в тому числі й кормові культури, які тут вирощують за канадськими технологіями, адаптуючи їх до місцевих ґрунтів і вітчизняного клімату.
Сільськогосподарський сектор економіки Шубківської сільської ради спеціалізувався на рослинництві і тваринництві. Вирощувалися зернові (пшениця, ячмінь, кукурудза), технічні (цукровий буряк, ріпак) і овочеві (картопля, столовий буряк, капуста, цибуля, перець, огірки, помідори та ін.) культури . Загальна посівна площа становила 3500 га, з яких під овочами було задіяно 20 га. 
Тваринницька галузь м'ясо-молочного напрямку спеціалізувалася на свинарстві (1059 гол.) та утриманні великої рогатої худоби (363 гол.). Було 102 коня і 92 кози. Пасовища займали 593 га і 431 га займають заплавні луки. На території Шубківської сільської ради був сад площею 50 га (росли яблуні, груші, сливи, вишні і абрикоси). 
Розвивалося і бджільництво (було 138 бджолосімей, вироблявся екологічно чистий акацієвий, вересовий, липовий і гречаний мед). Ставкове господарство займало площу у 35 га, з яких 31 га використовувалося для рибальства.
Значний інвестиційний потенціал мала деревообробна промисловість. Змішані ліси займали площу у 1900 га і складалися з сосни, ялини, дуба, граба і вільхи. В даний момент ліс майже знищений.
З корисних копалин є поклади піску. 
На даний момент економіка с. Шубків перебуває в стані занепаду. Від колишньої слави залишилися лише спогади. З дослідного господарства "Шубківське" майже нічого не залишилося, лише руїни і все розграбовано.